# (8136) 1979 MH2
(8136) 1979 MH2 (1979 MH2, 1991 TU14, 1995 KV5) — астероїд головного поясу, відкритий 25 червня 1979 року.
Тіссеранів параметр щодо Юпітера — 3.190.